# Dusty in Memphis
Albums de Dusty Springfield
Dusty... Definitely
(1968) A Brand New Me
(1970)
Dusty in Memphis est un album de Dusty Springfield, sorti en 1969.

## L'album
L'enregistrement de cet album est un processus long et compliqué. Atlantic souhaite envoyer Dusty  aux studios de Muscle Shoals, pour y enregistrer un album soul avec le producteur Jerry Wexler. Mais la chanteuse met si longtemps à s'accorder sur le choix des chansons, qu'il faut annuler les sessions d'enregistrement prévues. Et quand elle est finalement décidée, elle se rend à Memphis (Tennessee), mais en repart sans avoir rien enregistré, paralysée par la peur. Entre-temps, les pistes instrumentales sont enregistrées par les musiciens de l'American Sound Studio, notamment Bobby Emmons et Bobby Wood (claviers), Reggie Young (guitare), Tommy Cogbill (basse) et Gene Chrisman (batterie). Dusty pose finalement sa voix sur ces morceaux dans les studios d'Atlantic à New York, avec les producteurs Tom Dowd, Arif Mardin (arrangements de cordes) et Wexler. Ce dernier qualifiera Dusty Springfield d'« incarnation de la soul blanche ».
Le titre Son of a Preacher Man atteint la 10e position du Billboard Hot 100 et la 9e place des charts britanniques. Il est utilisé en 1994 dans une scène du film Pulp Fiction.

## Distinctions
L'album est classé à la 89e place des 500 plus grands albums de tous les temps selon Rolling Stone, à la 54e des Meilleurs albums de tous les temps de NME, il fait partie des 1001 albums qu'il faut avoir écoutés dans sa vie et est également cité dans beaucoup d'autres listes du même genre.
Dusty in Memphis reçoit en 2001 le Grammy Hall of Fame Award. En 2020, il est inscrit au registre national des enregistrements (National Recording Registry) de la bibliothèque du Congrès à Washington pour son importance culturelle.

### Titres

#### Face A
1. Just a Little Lovin' (Barry Mann, Cynthia Weil) (2:18)
2. So Much Love (en) (Gerry Goffin, Carole King) (3:31)
3. Son of a Preacher Man (John Hurley, Ronnie Wilkins) (2:29)
4. I Don't Want to Hear It Anymore (en) (Randy Newman) (3:11)
5. Don't Forget About Me (Goffin, King) (2:52)
6. Breakfast in Bed (en) (Eddie Hinton, Donnie Fritts) (2:57)

#### Face B
1. Just One Smile (en) (Randy Newman) (2:42)
2. The Windmills of Your Mind (Alan Bergman, Marilyn Bergman, Michel Legrand) (3:51)
3. In the Land of Make Believe (Burt Bacharach, Hal David) (2:32)
4. No Easy Way Down (Goffin, King) (3:11)
5. I Can't Make It Alone (Goffin, King) (3:57)

### Musiciens
- Dusty Springfield : chant
- Arif Mardin : arrangements cordes et cuivres
- Tom Dowd : arrangements cuivres
- Gene Orloff : chef d'orchestre
- The Sweet Inspirations : chœurs
- Reggie Young : guitare, sitar
- Tommy Cogbill : basse, guitare
- Bobby Emmons : orgue, piano, piano électrique, congas
- Bobby Wood : piano
- Gene Chrisman : batterie
- Mike Leach : congas
- Ed Kollis : harmonica

### Charts
Album – Billboard (North America)
| Year | Chart      | Position |
| ---- | ---------- | -------- |
| 1969 | Pop Albums | 99       |

Singles – Billboard (North America)
| Year | Single                          | Chart              | Position |
| ---- | ------------------------------- | ------------------ | -------- |
| 1968 | Son of a Preacher Man           | Pop Singles        | 10       |
| 1969 | Breakfast in Bed                | Pop Singles        | 91       |
| 1969 | Don't Forget About Me           | Pop Singles        | 64       |
| 1969 | Willie & Laura Mae Jones        | Pop Singles        | 78       |
| 1969 | The Windmills of Your Mind      | Adult Contemporary | 3        |
| 1969 | I Don't Want to Hear it Anymore | Pop Singles        | 105      |
| 1969 | In the Land of Make Believe     | Pop Singles        | 113      |

## Certifications
| Pays              | Certification | Unités certifiées |
| ----------------- | ------------- | ----------------- |
| Royaume-Uni (BPI) | Or            | 100 000           |